# Beyrichiida
Beyrichiida is een infraorde van kreeftachtigen uit de klasse van de Ostracoda (mosselkreeftjes).

## Superfamilie
- Puncioidea Hornibrook, 1949